# Ferentillo
Ferentillo település Olaszországban, Terni megyében. Lakosainak száma 1811 fő (2023. január 1.). Ferentillo Arrone, Leonessa, Montefranco, Monteleone di Spoleto, Polino, Scheggino és Spoleto községekkel határos.

## Népesség
A település népessége az elmúlt években az alábbi módon változott:
| Lakosok száma | 1905 | 1873 | 1811 |
|               | 2017 | 2018 | 2023 |